# سباستین الیوارز
سباستین الیوارز (انگلیسی: Sebastián Olivarez؛ زادهٔ ۱۵ مهٔ ۱۹۹۲) بازیکن فوتبال اهل آرژانتین است.
از باشگاه‌هایی که در آن بازی کرده‌است می‌توان به باشگاه فوتبال گودوی کروز اشاره کرد.